# Lilium pardalinum subsp. pitkinense
Lilium pardalinum subsp. pitkinense, im Englischen Pitkin Marsh Lily, ist eine sehr seltene Unterart der Panther-Lilie aus der Familie der Liliengewächse. Die Unterart ist endemisch in den Küstenregionen des kalifornischen Sonoma County. Es gibt nur noch zwei oder drei Populationen, der heute noch existierende Gesamtbestand wird auf höchstens 300 Exemplare geschätzt.

## Beschreibung
Lilium pardalinum subsp. pitkinense ist eine ausdauernde, krautige Pflanze. Die Zwiebel ist bis zu 5 Zentimeter hoch und bis zu 7,2 Zentimeter breit. Sie wird als annähernd rhizomatisch beziehungsweise gelegentlich auch schwach verzweigt ausläuferbildend charakterisiert, wodurch sich allmählich kleinere Horste bilden. Die zahlreichen Schuppen der Zwiebeln sitzen lose an der Zwiebelscheibe, sie sind lanzettlich bis eiförmig-lanzettlich und zur Spitze hin mehr oder weniger schmal gestreckt, 1,5 bis 3 Zentimeter lang, 0,7 bis 1,5 Zentimeter breit und von bräunlich-gelber Farbe.
Der schlanke, aufrechte und glatte Stängel erreicht eine Höhe von ein bis zwei Metern und ist am Ansatz bis zu 8 Millimeter dick. An ihm stehen die elliptischen bis schwach umgekehrt-lanzettlichen, zwischen 6,8 und 22,3 Zentimeter langen und 1,2 bis 3,6 Zentimeter breiten, gelb-grünen und glatten Laubblätter waagerecht oder aufwärtsweisend. Sie sind gleichmäßig entlang des Stängels verteilt in zwei bis fünf Quirlen oder Teilquirlen aus je drei bis vierzehn Blättern.
Blütezeit ist von Juni bis Juli. Der Blütenstand ist eine Traube aus ein bis elf nicht duftenden, nickenden Blüten, die an 8,5 bis 26,5 Zentimeter langen und 1,5 Millimeter dicken, zur Blüte hin bogenförmig aufwärtsweisenden, schlanken Blütenstielen hängen. Die Tragblätter sind den Laubblättern ähnlich, jedoch mit maximal 5 Zentimeter Länge und 4 Millimeter Breite deutlich kleiner, die Vorblätter sind noch einmal etwas kürzer. Die stark zurückgebogenen, schmal lanzettlichen Blütenhüllblätter sind an ihren Außenrändern orangerot bis rot, zur Mitte hin orange- bis gelb-orange mit kleinen dunklen kastanienbraunen Punkten, zwischen 4,9 und 7,1 Zentimeter lang und 1 bis 2,2 Zentimeter breit.
Die aus dem Perigon hervorstehenden sechs Staubblätter sind mäßig in einem Winkel zwischen 9° und 18° auseinandergebogen. Die Staubfäden sind schlank und rund 3 Millimeter lang. Die 6 bis 20 Millimeter langen und 3 bis 4 Millimeter breiten Staubbeutel sind schmal länglich-rund und rosafarben, der Pollen rot- bis braun-orange. Der Stempel ist 3,4 bis 4,6 Zentimeter lang, der Griffel ist 1,7 Zentimeter lang. Die Narbe ist unauffällig dreigelappt, der Fruchtknoten 1,2 bis 1,9 Zentimeter lang, zylindrisch und längs gerillt. Die Kapselfrucht ist elliptisch. Der Samen keimt im Spätherbst unter kühlen Bedingungen verzögert-hypogäisch.
Von ihrer weiter verbreiteten Verwandten, der Nominatform Lilium pardalinum subsp. pardalinum, ist Lilium pardalinum subsp. pitkinense durch kürzere Blütenblätter und Staubbeutel sowie schmalere Laubblätter unterschieden, von der morphologisch sehr ähnlichen Lilium pardalinum subsp. shastense hingegen nur durch ihre dunklere Pollenfarbe.

## Verbreitung und Ökologie
Lilium pardalinum subsp. pitkinense findet sich ausschließlich in Sümpfen und Feuchtwiesen des kalifornischen Sonoma County in Höhenlagen zwischen 35 und 60 Metern auf dauernassem, sandigen Boden. Es gibt nur noch drei bekannte Vorkommen an zwei Standorten, alle in einem Umkreis von 13 Kilometer. Ein kleines Vorkommen liegt im Umland der Stadt Sonoma, das Hauptvorkommen der Pflanzen findet sich an zwei Standorten in den Pitkin-Sümpfen bei Sebastopol. An den Rändern des Letzteren gibt es dabei eine Kontaktzone zur Nominatform.

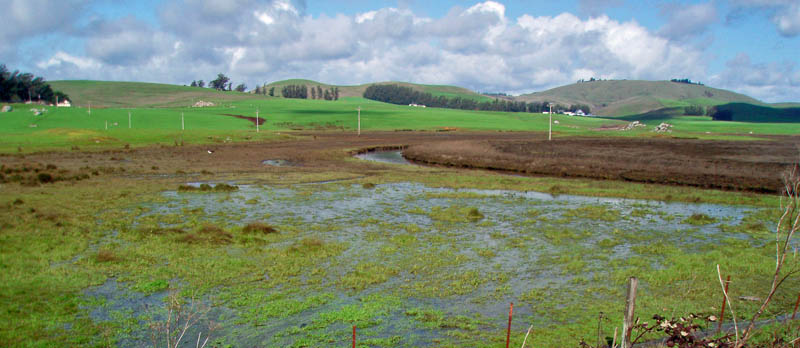
Marschland am Americano Creek, ehemaliger Standort von Lilium pardalinum subsp. pitkinense, heute durch Überweidung zerstört

Die Pflanze steht zumeist vollsonnig oder leicht beschattet, vergesellschaftet mit Pflanzenarten wie der Westlichen Azalee (Rhododendron occidentale). Gelegentlich wächst sie auch unter Kalifornischen Weiß-Eichen (Quercus lobata), wo die Pflanzen jedoch eine Tendenz zur Vergeilung aufweisen. Sie werden dann vom Gewicht des Blütenstandes zu Boden gedrückt und sind für die Bestäuber (Kolibris oder Schmetterlinge der Gattung Papilio) dann nicht mehr erreichbar. Als durch den Menschen eingeführte Pflanzen finden sich an den Standorten Mittelmeer-Brombeeren (Rubus ulmifolius) und das Wollige Honiggras (Holcus lanatus), beide konkurrieren mit Lilium pardalinum subsp. pitkinense.
Die Art war früher in den Feuchtgebieten des Sonoma County etwas weiter verbreitet, möglicherweise bis hin zur Laguna de Santa Rosa, sicher aber am Americano Creek. Ende des 19. Jahrhunderts waren auch die Pitkin-Sümpfe noch weit größer und die Pflanzen konnten laut Zeugenberichten armeweise gesammelt werden.

## Gefährdung
Hauptursache des Rückgangs auf die drei noch existierenden Standorte war vor allem die Erschließung ihrer Habitate als Weideland und die damit einhergehende Überweidung. So schildern Berichte aus dem Jahr 1956 einen durch Hirsche, Pferde und Kaninchen deutlich geschädigten Standort aus elf Pflanzen, der nur mühsam durch Stacheldraht erhalten wurde und von dem 1957 nur eine einzelne Pflanze überlebte.
Trotz zwischenzeitlicher Unterschutzstellung sind beide Populationen der Pitkin-Sümpfe bedroht. Der Rückgang der kleineren Population wurde dabei unter anderem durch Veränderungen im Feuchtigkeitsregime infolge von Auffüllungen verstärkt, ausschlaggebend waren aber vor allem Absammlungen durch Sammler und das Pflücken der Blüten mit einhergehender Bodenverdichtung. Die zweite, größere Population nahe der California State Route 116 zwischen Sebastopol und Forestville leidet heute vor allem unter Konkurrenz durch teilweise invasive Hartriegel-, Weiden- und Rubusarten und durch die fortgesetzte Beweidung durch Rinder. Auch rückt die Zone der Intergradation mit Lilium pardalinum subsp. pardalinum, die als ökologisch deutlich robuster gilt, weiter vor. Als aktuell stärkste Bedrohung gelten jedoch aktuelle Pläne zur Erschließung des unmittelbar benachbarten Landes durch einen großen Gebäudekomplex, der auch einen weiteren seltenen Endemit, die Seggenart Carex albida, gefährdet.

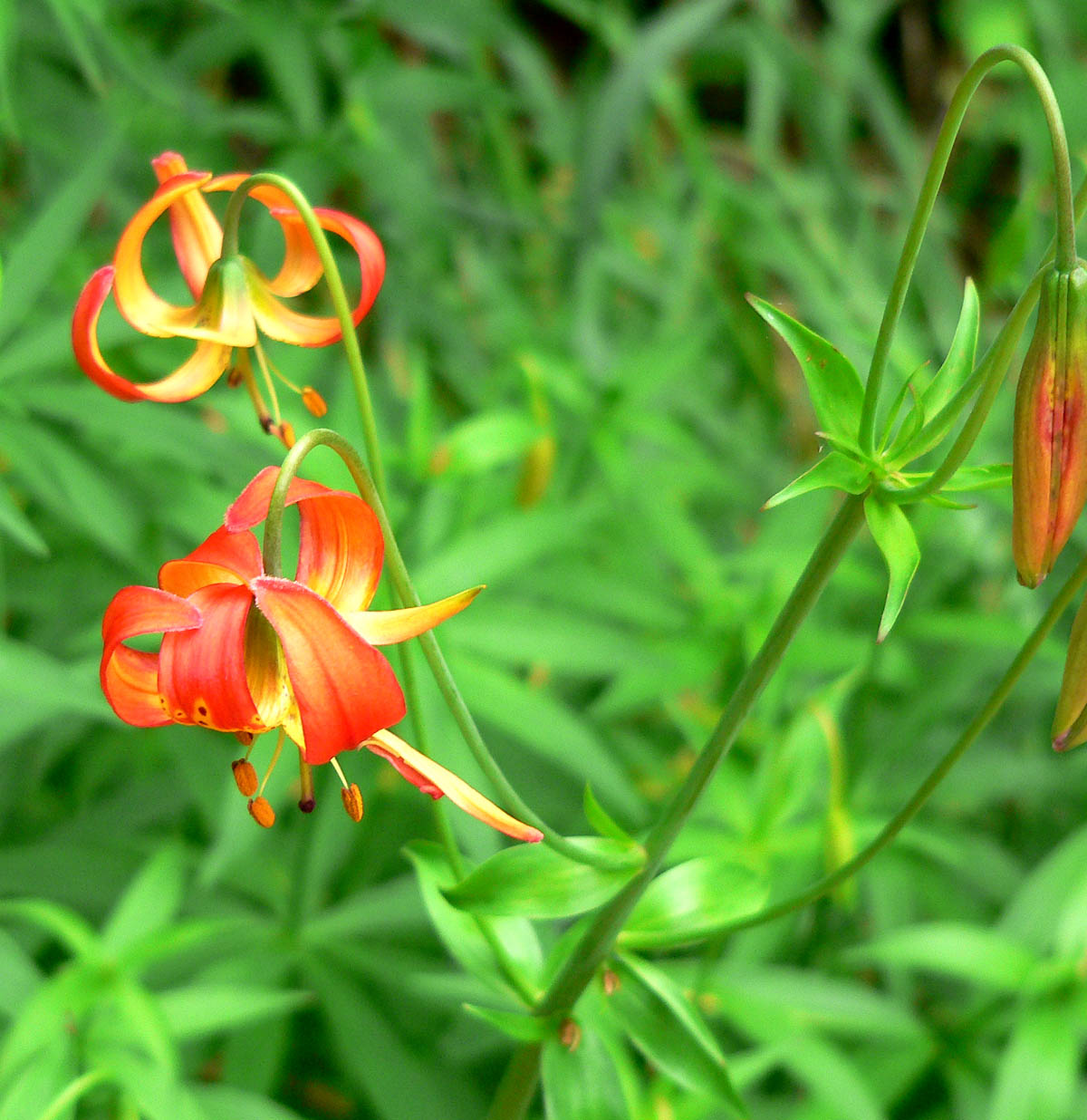
Habitus Lilium pardalinum subsp. pitkinense

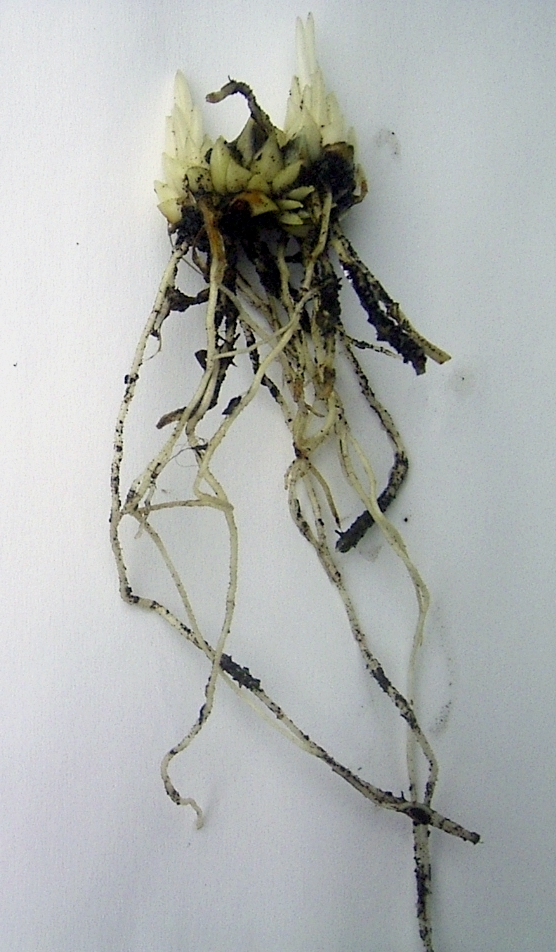
Lilium pardalinum ssp. pitkinense, Zwiebel

## Status und Schutz
Erstmals erhielt die Pflanze 1978 eine offizielle Einstufung als „gefährdet“ durch den Staat Kalifornien. 1997 stellte auch die Bundesregierung die Unterart unter Schutz. Da sich jedoch alle drei Vorkommen auf Privatgrundstücken befinden, sind Schutzmaßnahmen nur in Absprache mit den Besitzern realisierbar.
So wurde es seit 1975 keinem Wissenschaftler mehr gestattet, den Standort im Umland der Stadt Sonoma zu besuchen. Wenngleich allgemein davon ausgegangen wird, dass das dortige Vorkommen noch existiert, kann dies nicht mit Sicherheit gesagt werden, auch können weder Angaben zur Anzahl der Individuen noch zur Bestandsentwicklung gemacht werden.
Die zwei Vorkommen in den Pitkin-Sümpfen bei Sebastopol wachsen auf zwei Grundstücken, deren Besitzer 1989 dem California Department of Fish and Game in einer Übereinkunft ein generelles Wegerecht eingeräumt haben, das zumindest eine ungehinderte Kontrolle der Bestände ermöglicht und ihre Bereitschaft zur Unterstützung von Schutzmaßnahmen festhielt. Die größere Population umfasst hier rund 200 bis 300 Pflanzen, die kleinere nur noch 2 bis 10.

## Systematik
Lilium pardalinum subsp. pitkinense ist 1955 von Lawrence Beane & Albert Michael Vollmer als eigene Art Lilium pitkinense anhand einer Aufsammlung vom 20. Juli 1954 erstbeschrieben worden, das Epitheton ehrt Sarah Ann Pitkin, die damalige Besitzerin der Pitkin-Sümpfe. 2002 wurde sie von Mark W. Skinner als Unterart der Panther-Lilie eingestuft.
Die ursprünglich von Beane und Vollmer für möglich gehaltene und oft in der Literatur angeführte Verwandtschaft zu Lilium occidentale wird heute verworfen, auch eine gelegentlich erwähnte Varietät var. fiski, die sich durch eine rosafarbene Blüte auszeichnet, wird allgemein zurückgewiesen.

## Nachweise
- Flora of North America, 26, S. 189–190, Online
- W. B. Turrill: A Supplement to Elwes' Monograph of the Genus Lilium, Part IX, 1962, S. 3–4
- Mark W. Skinner: Nomenclatural Changes in North American Lilium (Liliaceae), in: Novon, Vol. 12, No. 2., 2002, S. 253–261.
- Federal Register, 62, Nr. 204, 22. Oktober 1997, Rules and Regulations, S. 55794, PDF Online